# Psapharochrus signatifrons
Psapharochrus signatifrons là một loài bọ cánh cứng trong họ Cerambycidae.